# Barry Brickell
 (septembre 2015).
Pour les articles homonymes, voir Brickell.
Barry Brickell, né Ian Barry Brickell le 26 octobre 1935 à New Plymouth et mort le 23 janvier 2016, est un potier néo-zélandais, également écrivain, conservationniste et fondateur d'un chemin de fer à voie étroite, le Driving Creek Railway (en).

## Biographie
Ian Barry Brickell est né à New Plymouth en 1935. Sa famille est rapidement partie à Auckland, où elle s'est installée à Meadowbank, puis à Devonport à North Shore. Alors qu'il était étudiant à Takapuna Grammar School (en), il a fait la connaissance du potier Len Castle. Il a commencé en 1954 un Bachelor of Science à l'université d'Auckland, qu'il a terminé grâce au système de bourses pour les enseignants du primaire. Il a occupé son premier et unique poste d'enseignement en 1961 au lycée de district de Coromandel, pendant seulement quelques mois. Il est alors devenu potier à plein temps et a acheté son premier terrain près de la ville. En 1974, il a acheté les 60 acres attenants, où se trouvent aujourd'hui le Driving Creek Railway (en) et sa poterie.
Barry Brickell a été un des artistes présentés à l'Exposition universelle de Séville en 1992 dans l'exposition néo-zélandaise Treasures of the Underworld (en). Celle-ci a aussi été présentée aux Pays-Bas et à plusieurs endroits en Nouvelle-Zélande, puis ses œuvres ont été achetées pour la collection de la National Art Gallery, aujourd'hui au musée Te Papa Tongarewa.
Barry Brickell est l'auteur de plusieurs livres et d'autres publications moins importantes, notamment A New Zealand Potters' Dictionary (1985) et Rails toward the Sky (2011). En 1996, Christine Leov-Lealand lui a consacré une biographie, Barry Brickell: A Head of Steam. En 2013, Auckland University Press a publié His Own Steam: The Work of Barry Brickell, en même temps que le Dowse Art Museum (en) de Lower Hutt organisatit une grande rétrospective itinérante de ses œuvres, comprenant une centaine de ses poteries.

## Fours

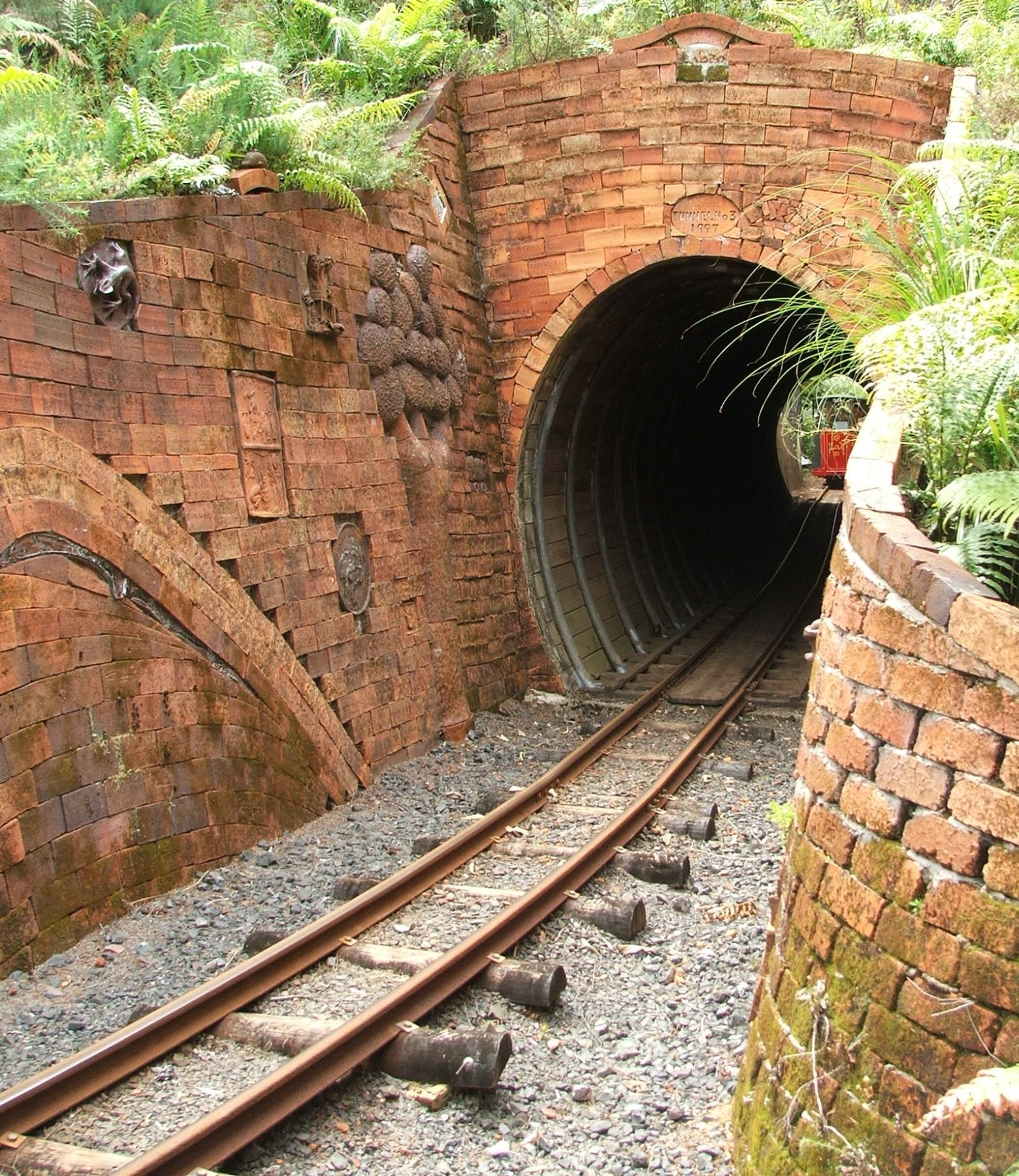
Le tunnel no 3 du.

Brickell est renommé pour son habileté dans la construction de fours. Il a conçu et construit lui-même la plupart des fours de son Driving Creek Railway (en) avec des briques fabriquées sur place à partir de l'argile de son terrain. Selon la biographie de Christine Leov-Lealand, il a construit son premier four de brique à sept ans, sous la maison de ses parents à Devonport, qui a failli prendre feu. En 1968, il a construit un four à charbon circulaire pour la potière Yvonne Rust à Greymouth ; en 1975, il a construit un four pour l'artiste Ralph Hotere à Port Chalmers, four alimenté par l'écorce de pins recyclée d'une jetée voisine ; en 1982, il a été invité au Vanuatu pour construire un four et créer un programme de céramique pour jeunes (qui n'a pas continué) et en 1986, il a construit un four à glaçure à bois pour la galerie d'art de l'université du Nord de l'Arizona.

## Récompenses
En 1974, Brickell a reçu une subvention du QEII Arts Council pour construire le premier four à grès alimenté au bois de Nouvelle-Zélande, qu'il a réalisé avec des étudiants en utilisant les briques d'un hôtel démoli de Coromandel.
En 1988, il a été fait officier de l'ordre de l'Empire britannique pour ses services à la poterie.

## Publications
- (en) A New Zealand Potter's Dictionary: Techniques and Materials for the South Pacific (Auckland: Reed Methuen, 1985)  (ISBN 0474000079)
- (en) Six Spiromorphs (Dunedin: Brett McDowell Gallery, 2010)
- (en) Rails toward the Sky: The Story of Driving Creek Railway (Auckland: David Ling Publishing, 2011)  (ISBN 9781877378478)
- (en) Plastic Memories: Thirty-eight Years of Story Telling in Clay (Coromandel: Driving Creek Press, 2013)

## Œuvres
- (en) Œuvres dans la collection du musée de Nouvelle-Zélande Te Papa Tongarewa
- Expositions à la Brett McDowell Gallery de Dunedin en 2009 et 2012.
- (en) Œuvres au Driving Creek Railway
- Peinture de May Smith (en) de 1969 From Barry Brickell's Verandah de la Fletcher Trust Collection.